# Michalová
Michalová és un poble i municipi d'Eslovàquia que es troba a la regió de Banská Bystrica.

## Història
La primera menció escrita de la vila es remunta al 1786.

## Demografia
| Godina             | 1994 | 2004   | 2014   | 2024    |
| ------------------ | ---- | ------ | ------ | ------- |
| Nombre de persones | 1371 | 1391   | 1372   | 1208    |
| Diferència         |      | +1,45% | −1,36% | −11,95% |

| Godina             | 2023 | 2024   |
| ------------------ | ---- | ------ |
| Nombre de persones | 1234 | 1208   |
| Diferència         |      | −2,10% |